# Betriebsbremsung
Unter einer Betriebsbremsung versteht man das beabsichtigte, vom Fahrzeugführer oder einer automatischen Fahr- und Bremssteuerung (z. B. Tempomat) veranlasste Abbremsen eines Fahrzeuges außerhalb von Gefahrensituationen.
Bei Straßenbahnen darf die Bremsverzögerung bei Betriebsbremsungen 2,0 m/s2 nicht übersteigen.

## Eisenbahn-Druckluftbremse
Bei Schienenfahrzeugen mit Druckluftbremsen wird in der Hauptluftleitung (HLL) zum Lösen der Bremsen ein Druck von 5 bar aufgebaut. Durch Absenken dieses Drucks durch Betätigung des Führerbremsventils kann nun die Bremse unterschiedlich stark angelegt werden. Wird der Druck in der Hauptluftleitung während des Bremsvorgangs auf 3,8 bis 4,7 bar abgesenkt, so spricht man von einer Betriebsbremsung. Je nach Bauart des Führerbremsventils kann dieser Druck stufenlos oder, z. B. bei den Bremsventilen der Bauarten Knorr-Selbstregler, auf vorgegebene Werte reguliert werden.
Heute erfolgt eine normale Betriebsbremsung mit einer Druckabsenkung um bis zu 1 bar, wobei – dank der heute üblichen mehrlösigen Bremsventile – nach Beginn der Bremswirkung der Druck in der HLL wieder erhöht wird. Auf diese Weise kann die Verzögerung des Zuges sehr gut eingestellt werden. Gerade bei Fahrzeugen mit Scheibenbremsen und Kunststoff-/Kompositbremssohlen ist das ordentliche Einbremsen wichtig, da nur so die Bremsen schnell auf Betriebstemperatur kommen. Dies ist gerade bei Nässe und Schnee wichtig, da das Wasser weg muss, um eine gleichmäßige Bremswirkung erzielen zu können.
Ziel einer Betriebsbremsung ist das mäßige Verzögern des Fahrzeugs zwecks Geschwindigkeitsänderung oder Anhaltens und wird als solche meist vom Triebfahrzeugführer ein- und wieder ausgeleitet. In Schienenfahrzeugen mit Zugbeeinflussungssystemen wie ETCS, LZB oder GNT kann jedoch auch die Bordelektronik eine als Zwangsbetriebsbremsung bezeichnete Betriebsbremsung bei einer tatsächlichen oder voraussichtlichen Überschreitung der zulässigen Geschwindigkeit auslösen, die jedoch im Gegensatz zur Zwangsbremsung automatisch wieder aufgelöst wird, wenn eine bestimmte Bremskurve oder Geschwindigkeit unterschritten wurde.

### Abgrenzung
Wird der Druck in der Hauptluftleitung beim Bremsvorgang auf 3,5 bar abgesenkt, so spricht man von einer Vollbremsung, hierbei wird die maximal mögliche Verzögerung erreicht. Denn auch bei einer weiteren Absenkung des Hauptleitungsdruckes erfolgt keine Erhöhung des Bremszylinderdruckes mehr.
Die im Falle von Gefahrensituationen vom Triebfahrzeugführer ausgelöste Schnellbremsung ist durch ein völliges Entlüften der Hauptluftleitung auf 0 bar charakterisiert und wird nicht zu den Betriebsbremsungen gezählt. Gleiches gilt für Schnellbremsungen, die von der Bordelektronik (Zwangsbremsung) oder Fahrgästen (Notbremsung) eingeleitet werden.